# Hielo Ic
Hielo Ic (hielo uno c) es una variante de hielo cristalina cúbica metaestable. H. König fue el primero en identificar y deducir la estructura del hielo Ic. Los átomos de oxígeno en el hielo Ic están dispuestos en una estructura de diamante y son extremadamente similares a los del hielo Ih que tienen densidades casi idénticas y la misma constante de celosía a lo largo de los planos arrugados hexagonales. Se forma a temperaturas entre 130 y 220 K (−140 y −50 °C) al enfriarse, y puede existir hasta 240 K (−33 °C) al calentarse, cuando se transforma en hielo Ih.
Además de formarse a partir de agua sobreenfriada, también se ha informado que el hielo Ic se forma a partir de hielo amorfo, así como a partir de los hielos de alta presión II, III y V. Puede formarse y ocasionalmente está presente en la atmósfera superior y se cree que es responsable de la observación del halo de Scheiner, un anillo raro que ocurre cerca de 28 grados desde el Sol o la Luna.
El hielo de agua común se conoce como hielo Ih (en la nomenclatura de Bridgman). Se han creado diferentes tipos de hielo, desde el hielo II hasta el hielo XVI, en el laboratorio a diferentes temperaturas y presiones.